# Värdeform
Värdeform, tyska: Wertform, är en term från Karl Marx ekonomikritik som tar upp hur värdet av en vara (som i sin tur antar varuform) kan uttryckas i just ett kapitalistiskt samhälle. I de första kapitlen av Kapitalet. Kritik av den politiska ekonomin analyserar Marx olika värdeformer för att visa att "värdet som en egenskap hos varor kräver en viss form som är lämplig för dess samhälleliga karaktär", vilket i moderniteten uttrycks genom penningformen. Med denna form följer varufetischismen. Det som ligger till grund för värdeformen och det kapitalistiska produktionssättet i sin helhet är det ständigt pågående lönearbetet. Genom varuformen kan det arbete (värde) människorna lagt ner i produktionen likställas i handel; detta trots att varorna kan skilja sig både kvalitativt och kvantitativt. Detta genom det storskaliga användandet av pengar som fungerar som en abstrakt form av värde, en universell ekvivalent.

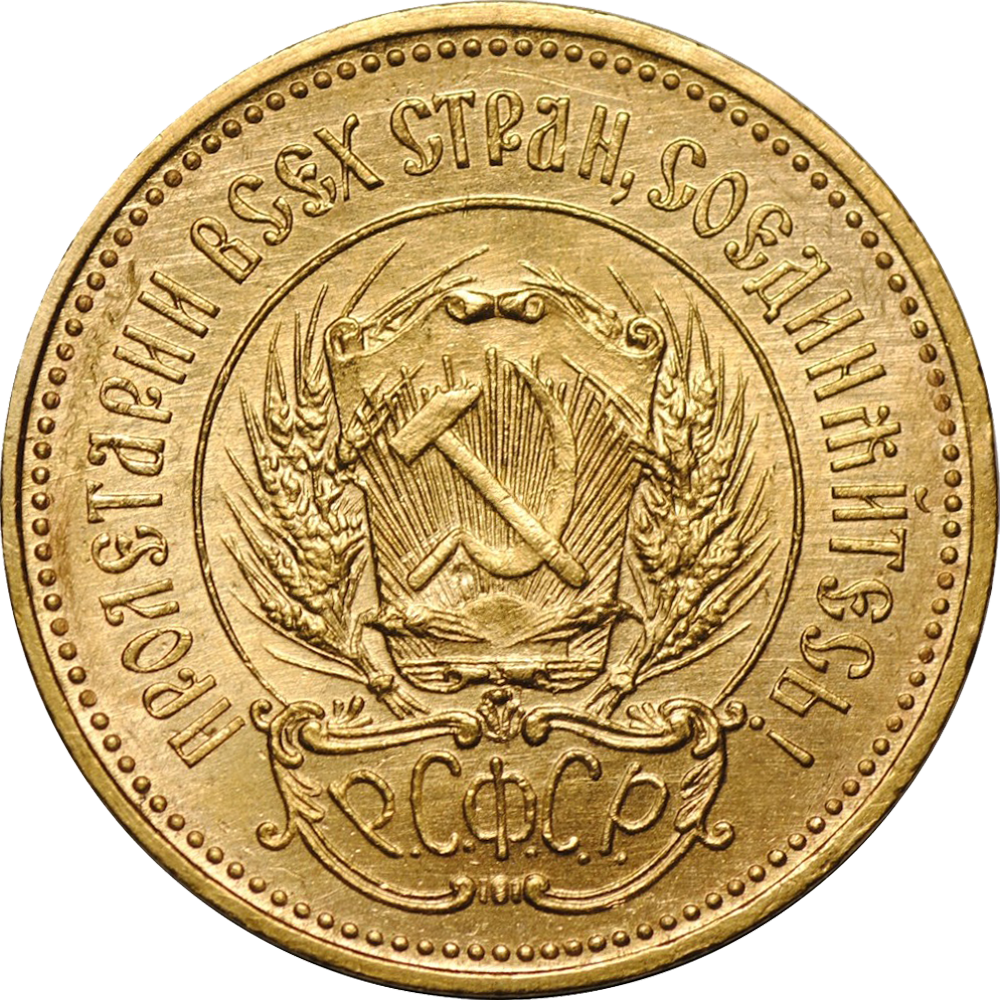
Guldmynt anses ofta vara "värda" något på grund av att guld är relativt sällsynt.
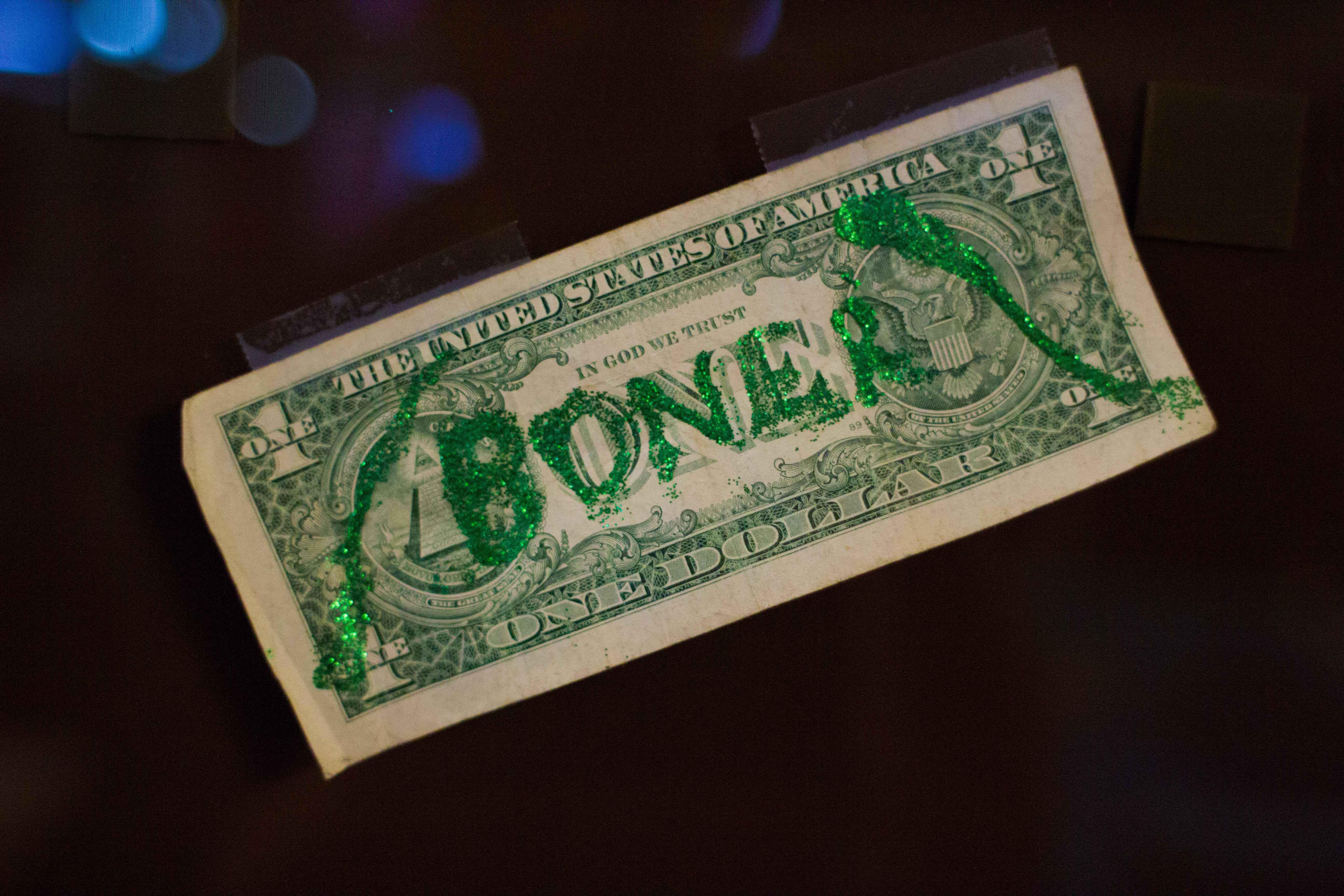
Innan Bretton Woodssystemet avskaffades, garanterades "värdet" av dollarn av guldmyntfoten. Numera är dollarn en fiatvaluta där värdet av valutan än mer än innan helt bestäms av människors uppfattningar om dollarns värde.
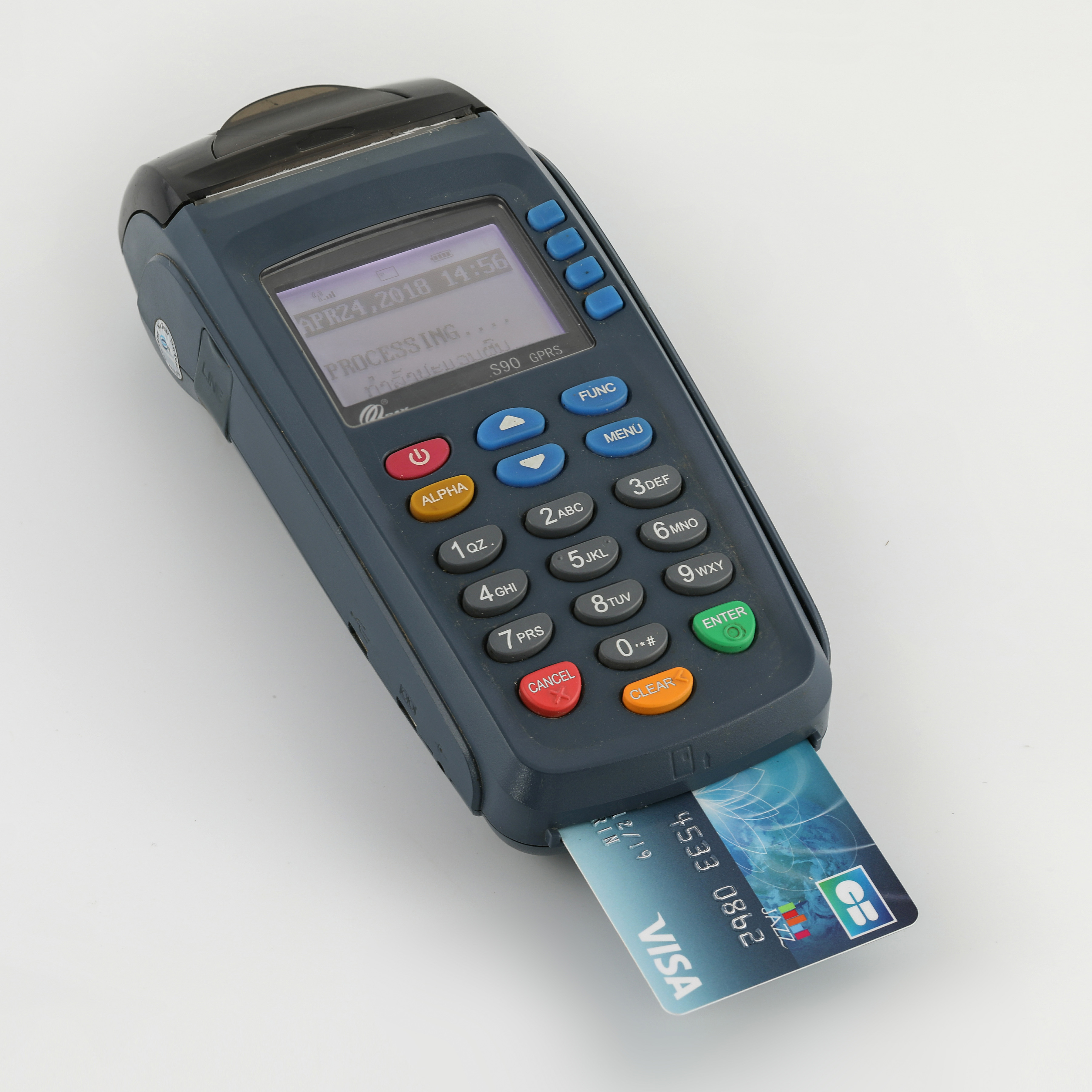
Digital fiatvaluta är vanlig, men inte i några större mängder. Får digital fiatvaluta ett värde genom att människor arbetar för att erhålla den och därav värderar den? Eller är den värd något i sig?